# Krasîlivka, Kozeleț
Krasîlivka (în ucraineană Красилівка) este localitatea de reședință a comunei Krasîlivka din raionul Kozeleț, regiunea Cernihiv, Ucraina.

## Demografie
Componența lingvistică a localității Krasîlivka
     Ucraineană (97,34%)
     Rusă (2,15%)
     Alte limbi (0,31%)
Conform recensământului din 2001, majoritatea populației localității Krasîlivka era vorbitoare de ucraineană (97,34%), existând în minoritate și vorbitori de rusă (2,15%).